# Campodarsego
Campodarsego ist eine italienische Gemeinde (comune) mit 15.081 Einwohnern (Stand 31. Dezember 2023) in der Provinz Padua, Region Venetien. 

## Geographie
Die Gemeinde liegt etwa 10 Kilometer nordöstlich der Provinzhauptstadt Padua und etwa 30 Kilometer westlich von Venedig.

## Geschichte
1190 wird der Ort erstmals als Villa Campi de Arsico erwähnt.

## Persönlichkeiten
- Mario Toso (* 1950), Kurienbischof

## Verkehr
Die Gemeinde liegt an der früheren Strada Statale 307 von Padua nach Castelfranco Veneto. Ein Bahnhof wird von Zügen der Strecke Padua-Bassano del Grappa bedient.